# Billietita
La billietita es un mineral raro de uranio que también contiene bario. Su fórmula química es Ba(UO2)6O4(OH)6•8H2O. Se encuentra dentro del grupo de los minerales óxidos, formando cristales con una estructura cristalina ortorrómbica. Posee aproximadamente un 69% de uranio, lo que la convierte en un mineral radioactivo.
La billietita se forma como producto de alteración de la uraninita, encontrándose asociada a minerales como la uranofana, fourmarierita, metatorbernita, rutherfordina, becquerelita, studtita y la soddyita.
Fue nombrada en 1947 por Johannes F. Vaes en honor a Valère Louis Billiet, nacido en Gante, Bélgica, el 14 de febrero de 1903; estuvo en la resistencia durante la Segunda Guerra Mundial pero fue arrestado; asesinado el 3 de mayo de 1945 por un oficial de las SS. Fue un cristalógrafo belga, Universidad de Gante, Bélgica.

## Yacimientos
La ubicación tipo de este mineral, y donde fue descubierto es en la Mina de Shinkolobwe, en la República Democrática del Congo. Por lo tanto, se puede encontrar en Shinkolobwe y en la mina Musonoi, cerca de Kolwezi,Congo. También existen yacimientos en la mina de La Crouzille y de la mina de Margnac, Compreignac,  y en el yacimiento de uranio de Rabéjac, Francia.En Alemania, en Wölsendorf, Baviera  y en Wittichen, Selva Negra; y en Bergen, Sajonia. En Mauch Chunk Ridge, Jim Thorpe, Carbon Co., Pensilvania, y en la mina Delta, Emery Co., Utah, EE. UU. En España se puede encontrar en la Mina Eureka.